# Hipparchia chinensis
Hipparchia chinensis är en fjärilsart som beskrevs av Seok 1937. Hipparchia chinensis ingår i släktet Hipparchia och familjen praktfjärilar. Inga underarter finns listade i Catalogue of Life.